# Баєва Олена Вікторівна
Ба́єва Оле́на Ві́кторівна (нар. 2 листопада 1955, м. Сортавала, Карелія, РРФСР) — доктор біологічних наук, професор. Завідувач  кафедри громадського здоров я   та мікробіології  Київського медичного університету.

## Біографія
1977 р. - закінчила біологічний факультет  Чернівецького державного університету ім. Федьковича , спеціальність "Фізіологія людини і тварин" 
1976-1981 р. працювала старшим лаборантом  курсу онкології Чернівецького медичного інституту (нині Буковинський державний медичний університет) 
1980 р. - захистила  в Інституті Проблем онкології ім. Р.Є.Кавецького АН УСРС кандидатську дисертацію з спеціальності "Онкологія" на тему "Інсулін-депонуюча функція еритроцитів та її зв'язок  з вуглеводним обміном у хворих на передрак та рак молочної залози та шлунку" ( науковий керівник проф. Є.М.Самунджан) 
1981 - 1984 рр. працювала молодшим науковим співробітником лабораторії імунології Молдавського НДІ гігієни та епідеміології 
1984-1989  рр. працювала старшим науковим співробітником лабораторії стресу та адаптації Інституту зології та фізіології АН Молдови 
1989 -1991 рр. навчалась в докторантурі АН Молдови 
1990 р. - отримала вчене звання "старший науковий співробітник" 
1991 р. - захистила докторську дисертацію в Інституті експериментальної медицини ( м. Ленінград) з спеціальності "Патологічна фізіологія" на тему "Функції імунної системи при дії стресу в ранньому постнатальному онтогенезі" 
1991-1997 рр. - працювала професором кафедри фізіології Черкаського державного університету 
1996 р. - отримала вчене звання "професор" по кафедрі фізіології 
1997 -2003 рр. - працювала завідувачем кафедри менеджменту медичного обслуговування Черкаського інституту управління, ректором Інституту менеджменту охорони здоров'я Черкаської академії менеджменту 
2002 р. - закінчила   Черкаський інститут управління за спеціальністю «Менеджмент організацій», кваліфікація «Менеджер-економіст»  
2004-2017 рр. працювала завідувачем кафедри менеджменту, директором Інституту менеджменту та бізнесу, згодом директором Інституту менеджменту та охорони здоров'я Міжрегіональної академії управління персоналом 
2015 р. отримала вчене звання "професор" по кафедрі адміністративного та медичного менеджменту 
2017р. по т.ч. - завідувач кафедри громадського здоров'я та мікробіології ПВНЗ "Київський медичний  університет" 
В 1997 р. під  керівництвом О.В.Баєвої вперше в Україні було започатковано підготовку фахівців з Менеджменту підприємств і організацій в галузі охорони здоров'я. . Відмінник освіти України (1999).

## Наукові праці
Автор понад 380 наукових та науково-методичних праць, серед яких:
- 1.	Баєва О.В.,Чебан В.І. Основи страхової медицини.- Навчальний посібник.- Чернівці, Вид-во ДВНЗ БМУ,- 2019.-274 с.
- Баєва О.В., Церковняк Л.С. Практикум з мікробіології, вірусології, імунології. Розділ 1 Морфологія і фізіологія мікроорганізмів. Інфекція. Імунітет. К.: «Книга-плюс».-2019.-208 с.
- Баєва О.В.Страхова медицина і медичне страхування: навч. посіб./О.В.Баєва.- К.: ВД "Персонал", 2013.-432 с.
- 2.	Баєва О.В., Чебан В.І. Економіка та підприємництво в охороні здоров’я. Навч. посібник. –Видавництво БДМУ, 2013. – 360 с.
- 3.	Баєва О.В., Чебан В.І. Менеджмент та організація роботи лікувально-профілактичних закладів. Навч. посібник.Ч.1 – 2013. – 372 с.
- 4.	Баєва О.В., Чебан В.І. Менеджмент та організація роботи лікувально-профілактичних закладів. Навч. посібник.Ч.2 – 2013. – 308 с.
- 5.	Баєва О. В. Менеджмент організацій: медичний та фармацевтичний менеджмент: навч. посіб./ [Баєва О. В.]. - К.: ВД "Персонал", 2009. – 336 с.
- 6.	Баєва О.В. Менеджмент у галузі охорони здоров’я: Навч. посібник.- К.: Центр учбової літератури, 2008.- 640 с.
- 7.	Баєва О.В. Медичний та фармацевтичний менеджмент .- В кн..: Менеджмент: Навч. Посібник/ За ред.. Г.В.Щокіна, М.Ф.Головатого.-К.: МАУП.-2007.- С. 252-267.
- 8.	Управління підприємницькою діяльністю в галузі охорони здоров’я: Кол.моногр. За ред.. О.В.Баєвої, І.М.Солоненка.- К.- МАУП, 2007 .-376 с.
- 9.	Баєва О.В. Основи менеджменту охорони здоров’я: Навч.-метод.посібник.- К.: МАУП, 2007.-328 с.
- 10.	Баєва О.В., Новальська Н.І., Ангелова В.І.  Практичні аспекти  менеджменту: Навч.-практ. Посіб.-К.: МАУП, 2006.-Ч.1.- 172 с.
- 11.	Практикум з менеджменту: Навч. посібник/ О.В.Баєва, Н.І. Новальська, Л.О. Згалат-Лозинська, Г.П. Лайко; За ред. О.В. Баєвої.- К.: МУАП, 2006.- Ч.2.- 178 с.
- 12.	Баєва О.В. Медичний та фармацевтичний менеджмент .- В кн..: Менеджмент: Навч. Посібник/ За ред.. Г.В.Щокіна, М.Ф.Головатого.-К.: МАУП.-2007.- С. 252-267.
- 13.	Баева Е.В.,Мельник С.Г., Хромяк В.Н. Влияние ионизирующего облучения на клеточный иммунитет- Физиология человека.-1998.-№1.-Т.24.
- 14.	Баева Е.В., Соколенко В.Л. Експрессия Т-клеточных  поверхностных маркеров лимфоцитами лиц, подвергшихся влиянию малых доз радиации//Иммунология.-1998.-№3.-С.56-59.
- 15.	Баева Е.В.,Соколенко В.Л., Базыка Д.А. Модификация экспрессии Т-клеточных активационных маркеров лимофцитами периферической крови лиц, проживающих на радиационно-загрядненных территориях .-Радиационная биология.Радиоэкология.-1998.-Т.38.вып.6.-С.869-874.
- 16.Баева Е.В. Модификация экспрессии поверхностных маркеров при остром стрессировании // Иммунология.-1989.-№5
- 17.Баева Е.В. Функции иммунной системы при стрессовых воздействиях в раннем постнатальном онтогенезе. Автореф.дисс.докт.биол.наук.-Ленинград.-1991
- 18.Elena Bayeva Effect by the atomic Accident in Chernobyl on the immune system in Ukrainian people/-Textbook of the Second Epidemiology and Public Health Course.-Japan.1996.
- 19.E.V.Bayeva Effects by the atomic accident on the immune system in Ukraine people.- In: Global health in a changing environment.-Nagoya/-1996.-
- 20.	Баева Е.В. Биологические основы власти и лидерства // Персонал.-2006.-№ 11-12
- 21.	 Баева Е.В. Биологические основы мотивации// Персонал.-2007.-№ 9, 11-12

Винаходи та патенти:
- Среда для криоконсервации мононуклеаров периферической крови.Баева Е.В.-  Авторське                свідоцтво   N 1536529  від 15.09.1989.
- Вещество для определения функциональной активности лимфоцитов крупного рогатого скота.Баева Е.В.-  Авторське    свідоцтво   N 1554590	.
- Способ определения эмоциональности животного.Баева Е.В. Авторське   свідоцтво  N 1710001          від 8.10.1991
- Способ повышения резистентности  животных  Баева Е.В.   Авторське   свідоцтво N 1639559	   від 8.12.1990
- Способ определения стрессорективности животных. Баева Е.В.Авторське свідоцтво:  N1716448 від 1.11.1991.
- Определение функциональной   зрелости телят. Баева Е.В.  Авторське  свідоцтво:  N 1753420  від 8.04.1992
- Засіб реабілітаціі функцій імунної системи у осіб, що зазнали впливу факторів аварії на ЧАЕС. Баєва О.В.   Патент на  винахід     N 94076253  від 15.07.1994.
- Спосіб підвищення резистентності організму осіб, які зазнали впливу факторів аварії на Чорнобільській АЕС. Баєва О.В., Черній В.П., Бужин О.А.,  Ворона В.В./ Деклараційний патент на винахід .-40830А.-А61К35/74.-200063865.